# ホルム公国 (ヘウム)
ホルム公国（ロシア語: Холмское княжество）は、（ルーシの諸公国としては）1264年から1301年にかけて存在した公国である。首都はホルム（現ポーランド・ヘウム）に置かれた。
ホルム公国は1264年にガーリチ・ヴォルィーニ公国の分領公国として成立し、ガーリチ・ヴォルィーニ公ダニールの子シュヴァルンに与えられた。シュヴァルンの死後、公国はその甥のユーリーが相続した。1301年より、ユーリーはガーリチ・ヴォルィーニ公国領の所領を一手に統合し、ホルム公国とホルム公位は消滅した。ユーリーの死後、ホルムはポーランド王国に接収され、ルーシ領から分離した。以降、リトアニア大公国期に公が立てられている。